# Krum Kjuljawkow
Krum Pawlow Kjuljawkow (bulgarisch Крум Павлов Кюлявков; * 24. Februar 1893 in Kjustendil; † 20. Dezember 1955 in Sofia) war ein bulgarischer Dichter und Dramatiker.
Er verfasste mehrere Dramen. Krum gehörte der Bulgarischen Kommunistischen Partei an und war nach der Machtübernahme durch die Kommunisten in Bulgarien im Jahr 1944 an sogenannten Säuberungsmaßnahmen im Kunstbereich beteiligt. Auf sein Betreiben sollen Entlassungen von Künstlern und der Ausschluss von Künstlern von Ausstellungen erfolgt sein. Es bestehen Vorwürfe, dass er in die Ermordung des Künstlers Rayko Aleksiew verwickelt war.
Er wurde mit dem Dimitroffpreis ausgezeichnet. Der Maler Assen Wassilew malte 1952 Kjuljawkow mit weiteren aus Kjustendil stammenden Künstlern.